# Paul Schmid-Hempel

Paul Schmid-Hempel (ca. 1995)

Paul Schmid-Hempel (* 13. April 1948 in Zürich) ist ein Schweizer Biologe, Parasitologe und Hochschullehrer.

## Leben
Schmid-Hempel studierte an der Universität Zürich Biologie. Dort promovierte er im Jahr 1982 zum Dr. phil. Im Anschluss folgte ein mithilfe eines Stipendiums des Schweizerischen Nationalfonds und der Royal Society ermöglichter Forschungsaufenthalt an der Oxford University. Daraufhin wechselte er an die Universität Basel. Nach Forschungsaufenthalten an der Cambridge University (1987) sowie an der Simon Fraser University (1991) erhielt Schmid-Hempel 1991 einen Ruf an die ETH Zürich als Ordinarius für experimentelle Ökologie.
1988 erhielt Paul Schmid-Hempel den Nationalen Latsis-Preis. Am 19. Mai 2004 wurde er in der Sektion Organismische und Evolutionäre Biologie unter der Matrikel-Nr. 6963 als Mitglied in die Deutsche Akademie der Naturforscher Leopoldina aufgenommen. Von 2008 bis 2015 war er Permanent Fellow des Wissenschaftskollegs zu Berlin. Schmid-Hempels Forschungsschwerpunkte sind die Untersuchung der Rolle von Parasiten bei der Aufrechterhaltung genetischer Diversität in natürlichen Populationen und die analytische Forschung zu Strategien von Insekten bei der Immunabwehr im Zusammenhang von Wirt-Parasit-Beziehungen.

## Schriften (Auswahl)
- Parasites in Social Insects. Princeton University Press 1998, ISBN 978-0-691-05923-5.
- Evolutionary Parasitology. The Integrated Study of Infections, Immunology, Ecology, and Genetics. Oxford University Press 2011, ISBN 978-0-19-922949-9.